# الجيش الثامن (فيرماخت)
الجيش الثامن (ألماني: 8. كان Armee Oberkommando ) جيشًا ميدانيا في الحرب العالمية الأولى  وربما في الحرب العالمية الثانية. وجد مرتين خلال الحرب، في غزو بولندا في عام 1939، وعلى الجبهة الشرقية من عام 1943 فصاعدًا.
تم تنشيط الجيش الثامن في 1 أغسطس 1939 بقيادة الجنرال يوهانس بلاسكويتز. في عام 1939 كانت جزءا من مجموعة جيرد فون روندستدت للجيش الجنوبي لغزو بولندا. وتألفت من فيلقين، فيلق الجيش العاشر والثاني وفيلق الجيش الثالث عشر، وكان مسؤولا عن الجزء الشمالي من الجبهة الجنوبية للجيش. شهد الجيش قتالا عنيفا خلال معركة بزورا. بعد انتهاء الحملة البولندية، أعيد تنظيمها لتصبح الجيش الثاني الذي شارك في معركة فرنسا في عام 1940.
في عام 1943 تم إصلاحه بعد معركة كورسك من مفرزة الجيش كيمبف. بعد معارك دفاعية شرسة خلال 1943 و 1944 والأشهر الأولى من عام 1945، استسلم أخيرا في النمسا في عام 1945. قاتل في المجر ورومانيا والنمسا بين عامي 1944 و1945.

## القادة
| Name | Took office       | Left office                                        | Party            | Party           |                 |
| ---- | ----------------- | -------------------------------------------------- | ---------------- | --------------- | --------------- |
| 1    | يوهانس بلاسكوفيتز | Generaloberst يوهانس بلاسكوفيتز (1883–1948)        | 1 August 1939    | 20 October 1939 | 80 أيام         |
| 2    | Otto Wöhler       | General der Infanterie Otto Wöhler (1894–1987)     | 22 August 1943   | 7 December 1944 | 1 سنة و107 أيام |
| 3    | هانز كريسينج      | General der Gebirgstruppe هانز كريسينج (1890–1969) | 28 December 1944 | 8 May 1945      | 131 أيام        |